# 서울백운초등학교
서울백운초등학교는 대한민국 서울특별시 도봉구 쌍문동에 있는 공립 초등학교이다.

## 학교 연혁
- 1980년 9월 30일 서울백운국민학교 개교(설립인가 5월 20일)
- 1996년 3월 1일 현재 교명으로 개칭
- 2006년 12월 30일 과학실 1실 증설, 학교 공원화사업 완료
- 2009년 8월 20일 과학실 리모델링
- 2010년 3월 2일 돌봄교실 개설
- 2011년 10월 24일 솔향관(체육관) 개관
- 2012년 11월 17일 교사 외벽 공사
- 2013년 1월 27일 본관 화장실 리모델링
- 2013년 9월 6일 드림센터 개관(영어 2실, 음악 1실)
- 2014년 2월 25일 방과후 학교 위탁업체 계약체결
- 2014년 2월 28일 돌봄교실 확장공사(3개 교실)
- 2014년 3월 17일 통학로 보도블럭 포장공사
- 2015년 1월 2일 도서실 리모델링
- 2017년 9월 1일 보건교육실 현대화사업 완료, 동관 화장실 리모델링
- 2018년 2월 28일 교내 도색 작업
- 2018년 9월 1일 양치대, 안전바, 중앙현관 장식장 설치
- 2018년 10월 1일 전자 현수막 설치
- 2018년 12월 30일 운동장 보도블럭 교체
- 2019년 2월 12일 제38회 졸업식(147명, 누계 13,641명)
- 2019년 2월 26일 돌봄교실 증설
- 2019년 3월 1일 43학급 편성(특수 2 포함)

## 참고 자료
- 서울백운초등학교 - 한국교육학술정보원 학교알리미